# Biologia marina
La biologia marina és la branca de la biologia que estudia els éssers vius i les seves interrelacions amb l'ecosistema marí.
És un camp molt ampli i abasta l'estudi tant la zoologia dels vertebrats i invertebrats marins com els estudis sobre les seves algues i microorganismes i la seva relació amb l'entorn. Aquests estudis conformen l'ecologia del mar així com l'oceanografia i geologia marina. En ecologia marina s'estudien especialment les xarxes tròfiques que s'interconnecten entre elles i l'ecosistema. Aquesta branca biològica s'ocupa del deteriorament del medi, per a determinar la millor forma de cuidar l'oceà i als seus habitants.